# Liste des planètes mineures non numérotées découvertes en juin 2006
Pour un article plus général, voir Liste des planètes mineures non numérotées découvertes en 2006.
Pour un article plus général, voir Liste des planètes mineures.
Cet article dresse la liste des planètes mineures (astéroïdes, centaures, objets transneptuniens et assimilés) non numérotées découvertes en juin 2006 dans l'ordre de leur découverte.
Au 15 janvier 2025, 661 077 des 1 434 993 planètes mineures répertoriées par le Centre des planètes mineures ne sont pas encore numérotées, soit 46,07 %.

## Rappel concernant la désignation provisoire
La désignation provisoire indique l'ordre de découverte de ces objets. En effet, cette désignation est composée de l'année de découverte (par exemple 2006) suivie de la quinzaine (demi-mois) de découverte (p.e. A = 1-15 janvier) puis de l'ordre de découverte dans cette quinzaine. Cet ordre est indiqué par une lettre et éventuellement un chiffre comme suit : A pour la première découverte, B pour la deuxième, ..., Z pour la 25e (le I n'est pas utilisé pour éviter la confusion avec 1), A1 pour la 26e, B1 pour la 27e, etc. , Z1 pour la 50e, A2 pour la 51e, B2 pour la 52e, etc. L'ordre de la numérotation ne suit donc pas l'ordre alphanumérique. 2006 AA1 suit ainsi 2006 AZ et précède 2006 AB1.

## Liste

### Du1erau 15 juin 2006
- 2006 LA
- 2006 LB
- 2006 LC
- 2006 LD
- 2006 LF
- 2006 LH
- 2006 LK
- 2006 LM
- 2006 LR
- 2006 LS
- 2006 LT
- 2006 LD1
- 2006 LL1
- 2006 LM1
- 2006 LH2
- 2006 LV3
- 2006 LX4
- 2006 LX7
- 2006 LP8
- 2006 LQ8
- 2006 LA9
- 2006 LG9
- 2006 LM9
- 2006 LR9
- 2006 LS9
- 2006 LU9
- 2006 LV9
- 2006 LW9
- 2006 LY9

### Du 16 au 30 juin 2006
- 2006 MB
- 2006 MU
- 2006 MO1
- 2006 MV1
- 2006 MW1
- 2006 MY1
- 2006 MB2
- 2006 MD3
- 2006 MA4
- 2006 MC4
- 2006 MS5
- 2006 MS6
- 2006 MT6
- 2006 MH10
- 2006 MT11
- 2006 MU12
- 2006 MV13
- 2006 MX13
- 2006 MY13
- 2006 MA14
- 2006 MB14
- 2006 MC15
- 2006 MM16
- 2006 MT16
- 2006 MX16
- 2006 MZ16
- 2006 MA17
- 2006 MB17
- 2006 MC17